# Gerhard von Dernath (Kriegsrat)
Gerhard Graf von Dernath (* 1622; † 12. Januar 1689) war ein kursächsischer Kriegsrat.

## Leben und Wirken
Die Vorfahren Gerhard von Dernaths stammten aus Provinz Braband und zogen von dort nach Böhmen. Gemeinsam mit seinen Brüdern Theodor und Leon wurde Gerhard am 20. November 1655 zum Reichsgrafen ernannt. Er ließ sich in Holstein nieder und begründete dort das bis 1828 in männlicher Linie existierende Adelsgeschlecht von Dernath. Als kursächsischer Kriegsrat war er später auch als Oberfalkoniermeister am kursächsischen Hofe tätig.
Gerhard von Dernath verfügte über großen Landbesitz in Holland. Dazu zählten die Baronie Cortesheimb sowie die Güter Dessenoer, Senesse und Engien. Am 27. Dezember 1659 heiratete er Christine von Ahlefeldt. Nach der Heirat kaufte er die holsteinischen Güter Kaden, Sierhagen, Hasselburg und Mühlenkamp.
Das Ehepaar von Dernath hatte mehrere Kinder. Von den Söhnen sind bekannt:
- Johann Georg (1666–1739), der als herzoglich gottorpischer Konferenzrat und Landrat wirkte.
- Gerhard (1666–1740), der als herzoglich gottorpischer Geheimer Rat und Generalleutnant wirkte.